# Liste der Monuments historiques in Barbuise
Die Liste der Monuments historiques in Barbuise führt die Monuments historiques in der französischen Gemeinde Barbuise auf.

## Liste der Immobilien
| Bezeichnung                  | Beschreibung        | Standort                     | Kennzeichnung | Schutzstatus | Datum | Bild |
| ---------------------------- | ------------------- | ---------------------------- | ------------- | ------------ | ----- | ---- |
| Dolmen des Grèves de Fraicul | aus dem Neolithikum | südwestlich des Ortes (Lage) | PA00125372    | Inscrit      | 1993  |      |

## Liste der Objekte
| Bezeichnung                                     | Beschreibung                                                                                          | Standort                                      | Kennzeichnung | Schutzstatus | Datum | Bild |
| ----------------------------------------------- | --- | --------------------------------------------- | ------------- | ------------ | ----- | ---- |
| Pietà                                           | Kalkstein, farbig gefasst, 17. Jahrhundert                                                            | in der Kirche St-Pierre-ès-Liens (Lage)       | PM10003969    | Inscrit      | 1985  |      |
| Skulptur Christus in der Rast                   | Kalkstein, farbig gefasst, 16. Jahrhundert                                                            | in der Kirche St-Pierre-ès-Liens (Lage)       | PM10003435    | Classé       | 1995  |      |
| Skulptur Petrus                                 | Kalkstein, 16. Jahrhundert                                                                            | außen an der Kirche St-Pierre-ès-Liens (Lage) | PM10000230    | Classé       | 1911  |      |
| Kruzifix                                        | Holz, 17. Jahrhundert                                                                                 | in der Kirche St-Pierre-ès-Liens (Lage)       | PM10003970    | Inscrit      | 1985  |      |
| 14 Emailbilder mit Szenen aus dem Leben Christi | mit Szenen aus dem Leben Christi, Anfang des 16. Jahrhunderts; im Kathedralschatz in Troyes deponiert | in der Kirche St-Pierre-ès-Liens (Lage)       | PM10000229    | Classé       | 1896  |      |
| Grabstein eines Abtes                           | Kalkstein, 13. Jahrhundert                                                                            | in der Kirche St-Pierre-ès-Liens (Lage)       | PM10000231    | Classé       | 1913  |      |
| Grabstein für Jean de Camus                     | Kalkstein, 14. Jahrhundert                                                                            | in der Kirche St-Pierre-ès-Liens (Lage)       | PM10000232    | Classé       | 1913  |      |
| Kommunionbank                                   | Schmiedeeisen, 18. Jahrhundert                                                                        | in der Kirche St-Pierre-ès-Liens (Lage)       | PM10003008    | Classé       | 1989  |      |